# Кузьмино (Меленковский район)
Кузьмино — деревня в Меленковском районе Владимирской области. Входит в состав Бутылицкого сельского поселения. Население — 107 человек.

## География
Деревня расположена в 5 км на запад от центра поселения села Бутылицы и в 26 км на север от райцентра города Меленки. Располагается вблизи реки Ушна.

### Природные ресурсы
В окрестностях деревни произрастает широкое разнообразие видов сосудистых растений. Населённый пункт окружен смешанными лесами.

## История
Деревня впервые упоминается в окладных книгах 1676 года в составе Бутылицкого прихода, в ней тогда был двор помещиков, где жил приказчик, и 11 дворов крестьянских.
В XIX — первой четверти XX века деревня входила в состав Бутылицкой волости Меленковского уезда, с 1926 года — в составе Муромского уезда. В 1859 году в деревне числилось 74 двора, в 1905 году — 150 дворов, в 1926 году — 95 дворов.
С 1929 года деревня являлась центром Кузьминского сельсовета Меленковского района, с 1940 года — в составе Бутылицкого сельсовета, с 2005 года — в составе Бутылицкого сельского поселения.

## Население
| 1859 | 1897 | 1905 | 1926 | 2002 | 2010 | 2021 |
| ---- | ---- | ---- | ---- | ---- | ---- | ---- |
| 611  | ↗714 | ↗736 | ↗993 | ↘138 | ↘107 | ↘57  |